# 28. julij
28. julij je 209. dan leta (210. v prestopnih letih) v gregorijanskem koledarju. Ostaja še 156 dni.

## Dogodki
- 1540 – Henrik VIII. da ubiti enega najpomembnejših ljudi iz svoje administracije, Thomasa Cromwella, in se še isti dan poroči z njegovo ženo Catherine Howard
- 1794 – Robespierre obglavljen na giljotini
- 1800 – prva osvojitev Velikega Kleka (1798 m) na meji Koroške in Tirolske
- 1821 – Peru postane neodvisna država
- 1858 – britanski kolonialni uradnik v Indiji William Herschel pri potrditvi pogodbe prvič za identifikacijo uporabi prstni odtis
- 1876 – v Zagrebu ustanovljena Jugoslovanska akademija znanosti in umetnosti
- 1914 – Avstro-Ogrska napove vojno Kraljevini Srbiji in carski Rusiji; začetek prve svetovne vojne
- 1941 – japonske enote se izkrcajo v Kočinčini
- 1943 – britanske zažigalne bombe v Hamburgu ubijejo 42.000 civilistov
- 1945:
  - Tokio zavrne zavezniški ultimat
  - ameriški bombnik zaradi napake trešči v 79. nadstropje Empire State Buildinga in ubije 14 ljudi
- 1965 – ameriški predsednik Lyndon Baines Johnson poveča število ameriških vojakov v Južnem Vietnamu s 75.000 na 125.000
- 1975 – po 11 letih se konča ameriška blokada Kube
- 1976 – močan potres uniči kitajsko mesto Tangšan in zahteva 242.769 smrtnih žrtev
- 1990 – Alberto Fujimori postane predsednik Peruja
- 2010 – severno od pakistanske prestolnice Islamabad strmoglavi letalo Airbus A321-200, v nesreči umre vseh 152 potnikov in članov posadke

## Rojstva
- 1165 – Ibn Arabi, andaluzijski filozof in mistik († 1240)
- 1347 – Margareta iz Drača, neapeljska kraljica in regentinja, madžarska kraljica († 1412)
- 1796 – Ignaz Bösendorfer, avstrijski izdelovalec klavirjev († 1859)
- 1802 – Winthrop Mackworth Praed, angleški politik, pesnik († 1839)
- 1804 – Ludwig Feuerbach, nemški filozof († 1872)
- 1844 – Gerard Manley Hopkins, angleški pesnik († 1889)
- 1845 – Émile Boutroux, francoski filozof († 1921)
- 1851 – Theodor Lipps, nemški psiholog († 1914)
- 1867 – Charles Dillon Perrine, ameriško-argentinski astronom († 1951)
- 1874 – Ernst Cassirer, nemški filozof judovskega rodu († 1945)
- 1885 – Branko Gavella, hrvaški gledališki režiser († 1962)
- 1887 – Marcel Duchamp, francosko-ameriški slikar († 1968)
- 1895 – László Moholy-Nagy, madžarski slikar, fotograf († 1946)
- 1902 – Karl Raimund Popper, avstrijsko-britanski filozof († 1994)
- 1904 – Pavel Aleksejevič Čerenkov, ruski fizik, nobelovec 1958 († 1990)
- 1904 – Ludvik Mrzel, slovenski pisatelj, pesnik in publicist († 1971)
- 1909 – Malcolm Lowry, angleški pisatelj († 1957)
- 1911 – Giorgio Scerbanenco, italijanski pisatelj, novinar in scenarist († 1969)
- 1915 – Frankie Yankovic, ameriški glasbenik slovenskega rodu († 1998)
- 1929 – Jacqueline Lee Bouvier Kennedy Onassis, ameriška založnica († 1994)
- 1941 – Ricardo Muti, italijanski dirigent
- 1958 – Terry Fox, kanadski atlet, aktivist proti raku († 1981)
- 1977 – Manu Ginobili, argentinski košarkar

## Smrti
- 1057 – papež Viktor II. (* 1018)
- 1127 – Vilijem II., apulijski vojvoda (* 1095)
- 1128 – Vilijem Clito, flandrijski grof (* 1102)
- 1230 – Leopold VI., avstrijski vojvoda (* 1176)
- 1308 – Abu Sabit Amir, marinidski sultan (* 1283)
- 1345 – Sanča Majorška, neapeljska kraljica (* 1285)
- 1655 – 
  - Cyrano de Bergerac, francoski pisatelj, dramatik (* 1619)
  - Suzuki Šosan, japonski zen budistični menih in samuraj (* 1579)
- 1715 – Giuseppe Campani, italijanski optik (* 1635)
- 1741 – Antonio Vivaldi, italijanski duhovnik, skladatelj (* 1678)
- 1750 – Johann Sebastian Bach, nemški skladatelj (* 1685)
- 1794 –
  - Maximilien de Robespierre, francoski revolucionar (* 1758)
  - Louis de Saint-Just, francoski revolucionar (* 1767)
- 1808 – Selim III., sultan Osmanskega cesarstva (* 1761)
- 1817 – Jane Austen, angleška pisateljica (* 1775)
- 1842 – Clemens Brentano, nemški pesnik, pisatelj (* 1778)
- 1872 – Prov Mihajlovič Jermitov - Prov Sadovski, ruski gledališki igralec (* 1818)
- 1897 – Janko Kersnik, slovenski pisatelj (* 1852)
- 1946 – Ferdo Vesel, slovenski slikar (* 1861)
- 1957 – Stane Vidmar, slovenski telovadec in industrialec, († 1891)
- 1968 – Otto Hahn, nemški fizik, nobelovec 1944 (* 1879)
- 1978 – Božo Vodušek, slovenski pesnik, esejist, prevajalec (* 1905)
- 1998 – Zbigniew Herbert, poljski pesnik (* 1924)
- 2013 – Eileen Brennan, ameriška filmska odrska in televizijska igralka (* 1932)

## Prazniki in obredi
- Ferski otoki – Õlavsøka
- Peru – dan neodvisnosti
- San Marino – obletnica padca fašistične vlade
- Kanada – spominski dan na izgon Akadijcev